# Teixeira de Pascoaes
Œuvres principales
- Embriões

Teixeira de Pascoaes, de son nom d'état civil Joaquim Pereira Teixeira de Vasconcelos (né à Amarante, dans le district de Porto, le 2 novembre 1877 et mort à Gatão le  14 décembre 1952), est un écrivain et poète portugais représentatif du mouvement littéraire défini comme le saudosismo ou « nostalgisme ».

## Biographie
Teixeira de Pascoaes obtient son diplôme de droit à l'université de Coimbra en 1901, puis exerce la profession d'avocat pendant une dizaine d'années.
Les poètes Eugénio de Andrade et Mário Cesariny de Vasconcelos sont de ses amis. Le second juge son œuvre supérieure à celle de Fernando Pessoa.

## Publications

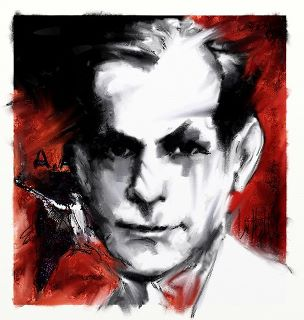
Portrait de Teixeira de Pascoaes par Bottelho.

Recueils de textes en vers et en prose :
- 1895 - Embriões
- 1896 - Belo - 1
- 1897 - Belo - 2
- 1898 - À minha alma e sempre
- 1899 - Profecia, avec Afonso Lopes Vieira
- 1901 - À ventura
- 1903 - Jesús e Pan
- 1904 - Para a luz
- 1906 - Vida etérea
- 1907 - As sombras
- 1909 - Senhora da noite
- 1911 - Marânus
- 1912 - Regresso ao paraíso
- 1912 - Elegias
- 1913 - O doido e a morte
- 1915 - A arte de ser português (prose)
- 1916 - A beira num relâmpago (prose)
- 1921 - O bailado (prose)
- 1921 - Cantos indecisos
- 1923 - A nossa fome (prose)
- 1924 - A elegia do amor
- 1924 - O pobre tolo
- 1925 - D. Carlos
- 1925 - Cânticos
- 1926 - Jesús Cristo em Lisboa (théâtre, avec Raul Brandão)
- 1928 - Livro de memórias (autobiographie)
- 1934 - S.Paulo (biographie romancée)
- 1936 - S. Jerónimo e a trovoada (biographie romancée)
- 1937 - O Homem universal (prose)
- 1940 - Napoleão (biographie romancée)
- 1942 - Camilo Castelo Branco o penitente (biographie romancée)
- 1942 - Duplo passeio (prose)
- 1945 - Santo Agostinho (biographie romancée)
- 1949 - Versos pobres